# Kultura honoru
Kultura honoru (ang. culture of honour) – zjawisko społeczne rozumiane, jako przyzwalający stosunek do posługiwania się przemocą i agresją. Działania takie podejmowane są w obronie siebie, osób bliskich czy własności, nawet w sytuacji, gdy zagrożenie ma charakter symboliczny (np. obraza słowna czy inne uchybienie). Działanie zgodnie z normą kultury honoru obliguje do obrony własnego honoru przed zniewagą pod groźbą utraty reputacji społecznej.
Sława bycia twardym i nieustępliwym w obronie rodziny i majątku ma potencjał psychologicznego odstraszania potencjalnych napastników. Podejście to jako konstrukt dobrze wyjaśnia różnice w przemocy pomiędzy różnymi częściami USA.
Jeśli mężczyzna sprowokuje innego mężczyznę w sytuacji publicznej a sprowokowany nie zareaguje, zachowa się wbrew normie honoru. Honor w pewnych kulturach zobowiązuje mężczyznę do użycia nawet brutalnej przemocy, aby uniknąć utraty twarzy. Kobiety nie podejmują zazwyczaj działań aktywnych, ale odwołują się do mężczyzn aby Ci aktem agresji zmyli „plamę na honorze”.
W polskiej kulturze pojęcie honoru związane głównie z mężczyznami, co potwierdza artykuł pierwszy Polskiego Kodeksu Honorowego dający prawo do dawania satysfakcji wyłącznie mężczyznom. Kobiety jednak pełnią ważną funkcję przekazującą własnym synom normy postępowania. Kultura honoru jest dalej obecna w społecznych skryptach postępowania a badania psychologiczne zdają się to potwierdzać.
Nie w każdej społeczności kultura honoru jest normą społeczną. Shackelford wymienia następujące czynniki sprzyjające wystąpieniu kultury honoru:
- brak obecności państwa jako organów chroniących i pilnujących przestrzegania norm społecznych.
- łatwość odebrania zasobów mężczyźnie przez innego mężczyznę, nadająca sens użyciu przemocy w kształtowaniu reputacji jako „odstraszacza”.

Prof. Szmajke wymienia dodatkowe czynniki kształtujące kulturę honoru w społeczeństwach:
- kwestionowany autorytet prawa i jego organów (np. policji),
- sprzyjający styl wychowania,
- propagujące honorowość agresji media,
- tradycję akceptowania przemocy w obronie honoru,
- tłumienie emocji w trakcie prowokacji aż do „wybuchu”,
- kolektywistyczny krąg kulturowy, gdzie wizerunek własny w ocenie społeczności ma większe znaczenie.

Natomiast gdy prawo jest przestrzegane, ludzie czują się bezpiecznie. Jeśli dodatkowo zasobów nie da się odebrać łatwo, a inne czynniki sprzyjające agresji nie występują, kultura honoru może teoretycznie osłabnąć lub zanikać. Kultura honoru może kształtować się w specyficznych enklawach: np. świat sportu, kultura więzienna, przestępcza, kibice sportowi.